# Neocordulia caudacuta
Neocordulia caudacuta là loài chuồn chuồn trong họ Synthemistidae. Loài này được De Marmels mô tả khoa học đầu tiên năm 2008.